# Lombergbeek

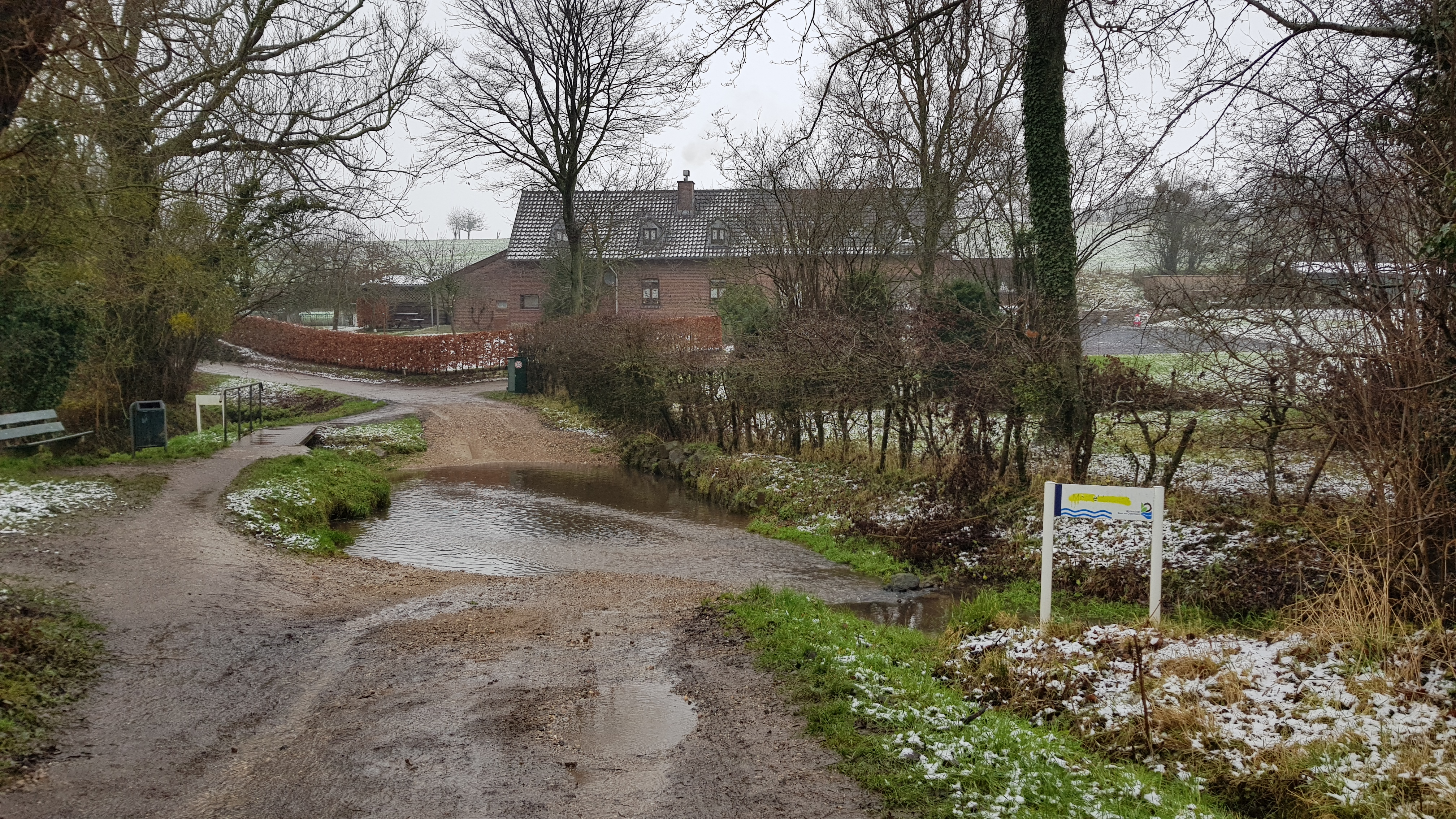
Voorde in de Voortweg bij Hilleshagen

De Lombergbeek of Mechelderbeek is een beek in Nederlands Zuid-Limburg. Het is een zijrivier op de rechteroever van de Geul. Ze ontspringt ten zuiden van Vijlen in een dal aan de voet van de Vijlenerbossen. Onderweg wordt ze door verschillende zijbeekjes gevoed. In het dal ligt in de nabijheid van de beek de buurtschap Melleschet. Ze stroomt aan de oostkant Mechelen binnen en loopt via de Hoofdstraat naar het westen. Bij de buurtschap Overgeul ten noorden van de Commandeursmolen mondt de Lombergbeek uit in de Geul op de plaats waar twee riviertakken samenkomen. 
Aan de noordoost- en noordzijde van de beek ligt er een heuvelrug die voorkomt dat de rivier in die richting kan wegstromen. De heuvelrug strekt zich uit vanaf de Vijlenerbossen naar Mechelen, waarop de rugweg, het dorp Vijlen en de buurtschap Hilleshagen gelegen zijn. Aan de andere kant van de heuvelrug liggen de Harleserbeek en de Selzerbeek. 
De Lombergbeek wordt door verschillende zijbeekjes gevoed, voornamelijk op de linkeroever, waaronder de Hermensbeek en Elzetergrub. 
Nabij de Lombergbeek werd in de Vijlenberg voor de Nederlandsche Portland-Cementfabriek de Kalksteen van Vijlen gewonnen.